# Contarinia bursariae
Contarinia bursariae är en tvåvingeart som beskrevs av Peter Kolesik 1995. Contarinia bursariae ingår i släktet Contarinia och familjen gallmyggor. Inga underarter finns listade i Catalogue of Life.